# Compaq Deskpro 386
O Compaq Deskpro 386 é uma linha de computadores de mesa da gama Deskpro da Compaq, compatível com o padrão IBM PC. Lançado em setembro de 1986, o Deskpro 386 foi o primeiro computador pessoal a incorporar o microprocessador 80386 de 32 bits da Intel. Ele também marcou a primeira vez que um componente essencial do padrão de facto do Computador Pessoal IBM foi atualizado por uma empresa que não a própria IBM — neste caso, a substituição do processador 80286 do Personal Computer/AT.
Os modelos iniciais do Deskpro 386 foram desenvolvidos por uma equipe de 250 pessoas, liderada por Gary Stimac. O lançamento foi amplamente elogiado pela imprensa tecnológica e obteve grande aceitação em ambientes empresariais e de engenharia científica. A Compaq continuou a lançar versões atualizadas do Deskpro 386 conforme novas revisões do chip 386 eram introduzidas pela Intel.

## Especificações
A linha Deskpro 386 utiliza o barramento ISA (Industry Standard Architecture) idêntico ao do IBM Personal Computer/AT. Enquanto o Personal Computer/AT possui um microprocessador Intel 80286 de 16 bits, o Deskpro 386 apresenta o então revolucionário processador 80386 de 32 bits da Intel. Os três modelos iniciais da linha — Deskpro 386 Model 40, Model 70 e Model 130 — diferem apenas na capacidade de armazenamento dos discos rígidos inclusos e no número de slots de expansão ISA em suas placas-mãe. Fora isso, todos os modelos vêm equipados com pelo menos 1 MB de RAM e um microprocessador Intel 80386 de 16 MHz.:1 O Model 40 possui um disco rígido ESDI de 40 MB e seis slots de expansão ISA — três de 8 bits e três de 16 bits. Já os Models 70 e 130 contam com discos rígidos ESDI de 70 MB e 130 MB, respectivamente, e ambos oferecem cinco slots de expansão — três de 8 bits e dois de 16 bits.:1–8 Externamente, o design do Deskpro 386 é idêntico ao de seus predecessores, o Deskpro original equipado com 8088 e o Deskpro 286 com 80286. Cada modelo do Deskpro 386 possui quatro baias de unidade de 5,25 polegadas de meia altura, e todos vêm de fábrica com uma unidade de disquete de 5,25 polegadas e 1,2 MB. Os discos rígidos dos Models 40 e 70 são unidades de meia altura, enquanto o do Model 130 é uma unidade de altura total.:54
Em vez de integrar a memória nas placas-mãe, a Compaq colocou os chips de RAM em uma placa-filha que se conecta a um slot de barramento de 32 bits na placa-mãe. Esse slot é exclusivo do Deskpro 386 e permite a transferência de dados de e para o barramento em palavras de 32 bits. Nos modelos iniciais, a placa-filha vem com 1 MB de RAM de fábrica, expansível até 2 MB (metade de seus soquetes de RAM vem desocupada).:8 A própria placa-filha contém um slot que pode acomodar uma placa "piggyback" especial, com 4 MB de RAM de fábrica, expansível até 8 MB. A maior quantidade de RAM oferecida pela Compaq nessa configuração de placa-filha e placa piggyback no lançamento inicial do Deskpro 386 foi de 10 MB. RAM adicional pode ser instalada como placas de atualização em qualquer um dos slots de expansão ISA de 16 bits, embora isso imponha uma limitação de velocidade devido ao caminho de dados de 16 bits do ISA.:138

## Desenvolvimento
O Deskpro 386 foi desenvolvido em grande parte por Gary Stimac, vice-presidente de engenharia da Compaq e o quinto funcionário contratado pela empresa. Stimac liderou uma equipe que, em meados de 1986, chegou a 250 pessoas. O desenvolvimento do Deskpro 386 envolveu uma colaboração estreita entre Compaq, Intel e Microsoft, com as três empresas assinando um acordo de confidencialidade. O projeto do Deskpro 386 começou oficialmente em março de 1985, após a Intel compartilhar com a Compaq o primeiro diagrama de blocos da arquitetura do processador 80386. Stimac descreveu esse diagrama como uma lista das novas e aprimoradas funcionalidades do 386, acompanhada de um cronograma de marcos para seu desenvolvimento e produção. Em junho de 1985, a Intel forneceu à Compaq especificações detalhadas do 386, após o que a Compaq elaborou um diagrama de blocos para futuras linhas de produtos que integrariam o processador.
A Compaq sabia que, ao lançar seu computador primeiro, um futuro produto da IBM poderia ser incompatível e tornar o Deskpro 386 obsoleto. A empresa previu que a IBM não alteraria drasticamente a arquitetura do PC, pois isso também deixaria órfãos milhões de PCs IBM reais. A revista PC escreveu: "A conclusão da Compaq: o padrão DOS da IBM agora é maior que a própria IBM". A Microsoft foi envolvida como consultora para questões de compatibilidade de software com a vasta gama de programas baseados em MS-DOS disponíveis no mercado. Além disso, a Compaq perguntou à Microsoft quais outros sistemas operacionais poderiam oferecer melhor suporte de 32 bits para o 386. Na época do lançamento do Deskpro, o sistema operacional mais avançado oferecido pela Microsoft era o Xenix System V/286, que a Compaq disponibilizou como um pacote opcional para compradores selecionados. Uma versão de 32 bits para o 386 foi prometida para o primeiro trimestre de 1987. O Deskpro 386 contou com o total apoio do chefe da Microsoft, Bill Gates. Gates relembrou em 1997:
 Um marco importante [na história da indústria de computadores pessoais] foi que as pessoas na IBM não confiavam no 386. Elas não achavam que ele seria concluído. Então, encorajamos a Compaq a seguir em frente e fazer uma máquina 386. Foi a primeira vez que as pessoas começaram a perceber que não era apenas a IBM que definia os padrões, que essa indústria tinha vida própria, e que empresas como Compaq e Intel estavam lá fazendo coisas novas às quais as pessoas deveriam prestar atenção.:230 
Os primeiros protótipos do Deskpro 386 foram projetados com base na velocidade de clock de 12 MHz das primeiras produções do 80386, utilizando um clock de barramento de 6 MHz. Quando o Deskpro 386 foi lançado, os rendimentos dos chips 386 de 16 MHz atingiram números aceitáveis, e o clock do barramento foi atualizado para 8 MHz. Quanto à RAM, a equipe de Stimac explorou quatro abordagens diferentes para determinar a melhor configuração de memória em termos de desempenho e custo. Um design de DRAM de coluna estática foi escolhido como o vencedor, superando DRAM de modo página, DRAM assíncrona tradicional e DRAM com cache. No quesito armazenamento em massa, o uso de discos rígidos SCSI foi considerado inicialmente, mas abandonado devido a uma penalidade de desempenho com controladores de unidade SCSI no barramento ISA. Eles encontraram um fornecedor de discos ESDI que conseguiu integrar o hardware do controlador diretamente no disco, resultando em desempenho aceitável.

## Lançamento
A Compaq lançou o Deskpro 386 em 9 de setembro de 1986, simultaneamente a um anúncio formal em uma gala realizada em Nova Iorque.:1 Gates esteve presente, assim como o presidente da Compaq, Rod Canion, e o chairman Ben Rosen.
O Deskpro 386 foi a primeira implementação do processador 80386 em um sistema de computador disponível para venda ao público. O Model 40 foi vendido por US$ 6.499 (equivalente a $18 065), o Model 70 por US$ 7.299 e o Model 130 por US$ 8.799 (equivalente a $24 458).:1 O The Wall Street Journal escreveu que, embora relativamente altos, os preços foram definidos pela Compaq "na faixa inferior do que analistas da indústria previam que tais máquinas custariam". Jornalistas destacaram o status da Compaq como fabricante compatível que revisou um componente essencial do padrão de facto do IBM Personal Computer, com a InfoWorld publicando na capa de sua edição de 15 de setembro de 1986 o título: "Compaq Introduces 386 PC, Challenges IBM to Match It". No artigo, Canion foi citado alertando a IBM que eles tinham seis meses para responder com uma máquina baseada no 386, ou perderiam participação significativa no mercado, enquanto também tentava dissipar incertezas sobre possíveis incompatibilidades do Deskpro 386 que a IBM poderia explorar.:1 A IBM eventualmente lançou seu primeiro PC baseado no 386 — o Personal System/2 Model 80 — em julho de 1987, quase um ano após o lançamento do Deskpro 386. Segundo o The New York Times, o lançamento do Deskpro 386 estabeleceu a Compaq como líder na indústria de computadores pessoais e "não prejudicou nenhuma empresa mais — em prestígio e em dólares — do que a [IBM]".

## Vendas
Apesar das vendas de computadores pessoais baseados no 386 só aumentarem significativamente em 1989, e de muitos clientes hesitarem em comprar um computador em um mercado sem um produto IBM, a Compaq vendeu 25.000 unidades do Deskpro 386 até fevereiro de 1987. Isso ocorreu apenas seis meses após sua introdução no mercado, o que a Dun's Business Month [en] descreveu como uma "aceitação extraordinária" para um computador de mais de US$ 6.500 baseado em um chip de ponta, sem um sistema operacional no mercado que o suportasse nativamente ainda. O jornalista Laton McCartney escreveu que o Deskpro 386 era popular entre executivos corporativos e analistas financeiros que precisavam de poder de processamento numérico. O Yankee Group e a Dataquest estimaram, no anúncio do Deskpro 386, que a Compaq venderia entre 35.000 e 70.000 unidades em 1987; durante o segundo trimestre de 1987, a Compaq vendeu 90.000 unidades do Deskpro 386, segundo um analista da indústria tecnológica. A Compaq relatou que o Deskpro 386 esgotou até o final de 1987, e em 1988 a linha gerou a maior receita entre todos os produtos da Compaq, apesar do Deskpro 286 mais antigo ter superado o Deskpro 386 em quantidade de unidades vendidas. Quando a Compaq e outros fabricantes de clones introduziram a Extended Industry Standard Architecture em 1988, a Compaq detinha 28% do mercado baseado no 386, em comparação com os 16% da IBM.

## Recepção
O Deskpro 386 foi calorosamente recebido pela imprensa tecnológica. Na InfoWorld, Stephen Satchell o chamou de "o computador compatível com IBM PC mais impressionante disponível atualmente. O Deskpro 386 é duas vezes mais rápido que qualquer máquina estilo AT que testamos, e seu preço não é desproporcional para uma máquina tão poderosa".:56 Bill Howard e William Wong, da PC Magazine, resumiram: "Bem construído e excepcionalmente compatível com PC, o primeiro PC baseado no 386 é um destaque. Faz a maioria dos ATs parecerem lentos". Tom Hill, do The Ottawa Citizen, escreveu que o resultado de sua velocidade de processamento aumentada e disco rígido rápido "é um computador pessoal de alta qualidade, silencioso, com desempenho e potencial inigualáveis". Em uma retrospectiva de 2006, a PC World classificou o Deskpro 386 como o segundo maior computador pessoal de todos os tempos, atrás apenas do Apple II original.

## Modelos posteriores

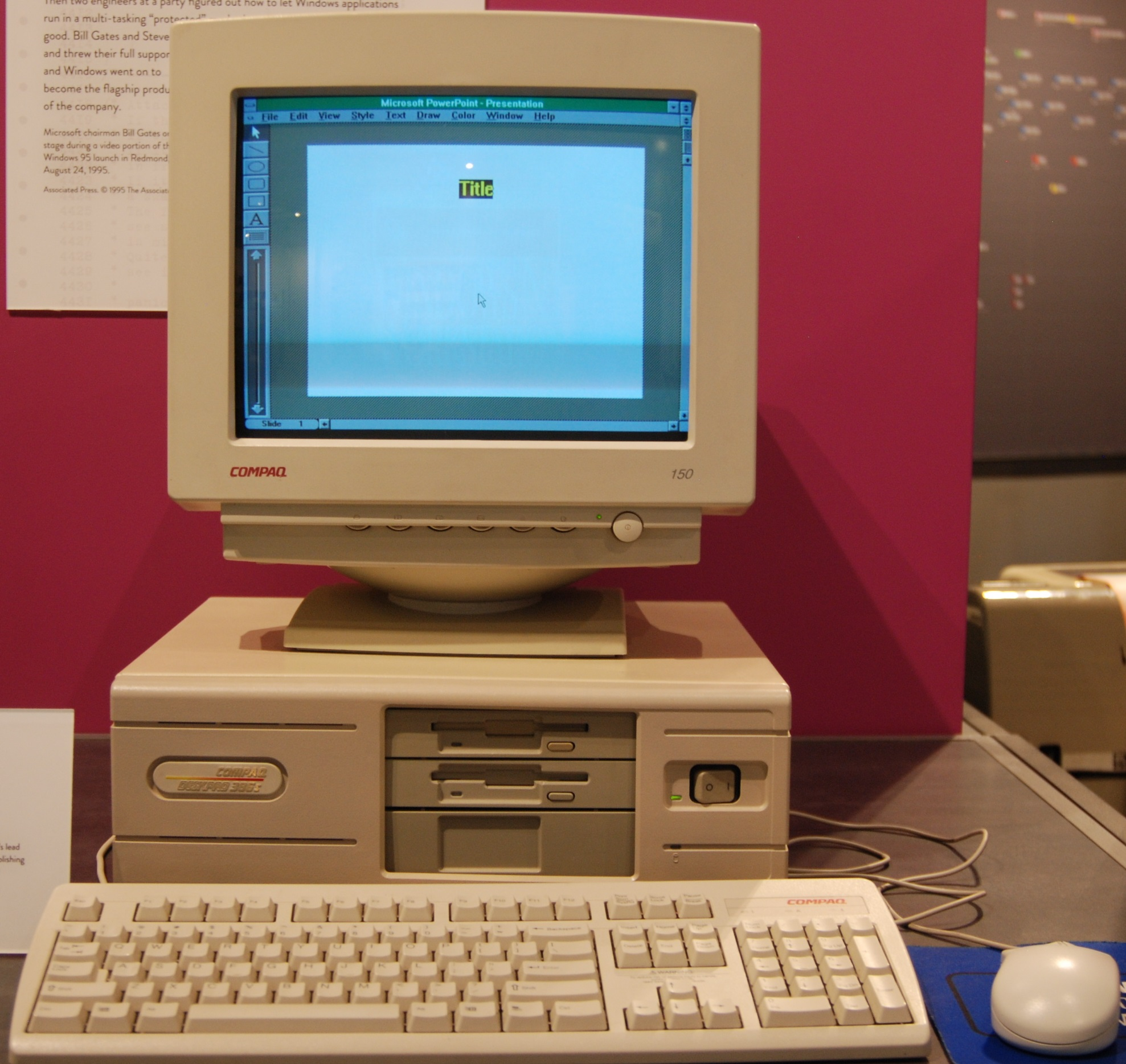
Deskpro 386S, modelo posterior da linha com processador 386SX

A Compaq continuou lançando modelos atualizados do Deskpro 386 à medida que novas revisões do chip 386 eram introduzidas pela Intel. Em 1987, a empresa lançou o Deskpro 386/20, baseado no 386 de 20 MHz e um dos primeiros microcomputadores a usar essa revisão do chip. Foi o compatível com IBM PC mais rápido revisado pela InfoWorld até aquele momento, em novembro de 1987.
Em 1988, a empresa lançou o Deskpro 386/25 e o Deskpro 386S — o primeiro baseado no 386 de 25 MHz e o segundo no chip de baixo custo 386SX da Intel, que possui um barramento de dados de 16 bits em vez de 32 bits. O último foi o primeiro computador pessoal baseado no 386SX, enquanto o primeiro foi descrito pela InfoWorld como superando todos os sistemas revisados até então, "e, como seu antecessor de 20 MHz, estabelecendo um novo padrão de desempenho para computadores 386", embora a um preço elevado de US$ 10.000. A versão Deskpro 386s esteve disponível em 20 de junho de 1988.
Um dos últimos modelos da linha Deskpro 386 é o Deskpro 386n e o Deskpro 386s/20n, que possuem caixas menores e mais finas (descritas pela InfoWorld como "trimline") e processadores 386SX. Esses Deskpros foram projetados para redes locais e possuem menos slots de expansão, mas tinham um custo bem mais baixo.